# Setge de Màditos
El setge de Màditos fou el setge de la ciutat romana d'Orient de Màditos, al Quersonès Traci, pels almogàvers de la Gran Companyia Catalana el 1305 i 1306, en el marc de la Venjança Catalana. Al cap de vuit mesos, els catalans, menats per Ferran Eiximenis d’Arenós, conqueriren la plaça forta, on ja havien passat l'hivern del 1304-1305 abans de revoltar-se contra l'emperador Andrònic II Paleòleg.
El cronista Ramon Muntaner narra que els almogàvers empraren maquinària de setge pesant, incloent-hi un trabuc, però finalment foren l'astúcia i la fortuna el que els permeté emparar-se de la ciutat. Cada nit, els catalans posaven a prova les defenses de la ciutat intentant escalar-ne les muralles amb l'ajuda de deu escales de cordes, sense gaire èxit, fins que un dia, en plena canícula estival, la calor feu que els defensors apostessin menys soldats a les fortificacions. Un centenar d'almogàvers ho aprofitaren per entrar a la ciutat per sorpresa i capturar-ne dues torres mentre els seus companys en trencaven les portes amb destrals.